# Ranunculus tripartitus
Ranunculus tripartitus DC. – gatunek rośliny z rodziny jaskrowatych (Ranunculaceae Juss.). Występuje naturalnie w zachodniej i południowo-zachodniej części Europy. 

## Rozmieszczenie geograficzne
Rośnie w Portugalii, Hiszpanii, Francji, Belgii, Holandii, Niemczech, Wielkiej Brytanii oraz Irlandii. 

## Morfologia
PokrójRoślina jednoroczna lub bylina wodna.
LiścieLiście pływające są potrójnie wąsko klapowane. W zarysie mają okrągły kształt. Liście zanurzone są zredukowane.
KwiatyMają białą barwę z niebieskim paskiem. Dorastają do 3–10 mm średnicy.  Płatki mają 4 mm długości i są 2 razy dłuższe niż działki kielicha.
OwoceNagie niełupki o długości 1–2 mm. Tworzą owoc zbiorowy – wieloniełupkę o jajowatym lub kulistym kształcie i 3–7 mm długości.

## Biologia i ekologia
Rośnie w rowach i płytkich stawach. Dobrze rośnie na glebach o kwaśnym odczynie, nie lubi wapiennego podłoża. 